# Hieracium stictophyllum
Hieracium stictophyllum — вид трав'янистих рослин родини айстрові (Asteraceae).

## Поширення
Європа: Ісландія, Норвегія.